# Kanton Heringen
Der Kanton Heringen war eine Verwaltungseinheit im Distrikt Hersfeld des Departements der Werra im napoleonischen Königreich Westphalen.  Hauptort des Kantons und Sitz des Friedensgerichts war der damalige Marktort und die heutige Stadt Heringen im heutigen Landkreis Hersfeld-Rotenburg in Nordhessen.
Der Kanton umfasste eine Stadt und 30 Dörfer, Weiler und Einzelhöfe, hatte 4.204 Einwohner und eine Fläche von 2,22 Quadratmeilen.
Zum Kanton gehörten die Orte:
- Heringen, mit dem Hof Fülleroda bzw. Füllerode[3]
- Creutzburg mit Philippsthal
- Oberzella mit Unterzella und dem Hof Thalhausen
- Lengers mit Harnrode, Heiligenroda, Schwenge[4] und Niederndorf
- Vitzeroda mit Leimbach und Gasteroda
- Dippach, Gospenroda mit Rienau, Auenheim und Abteroda
- Frauensee mit Albertshof und Weißendiez[5]
- Dachsgrube, Hetzeberg, Josthof, Knottenhof, Lindigshof, Rohnhöfe[6], Schergeshof und Springen
- Dönges